# ジュニア・ジョーンズ
ジュニア・ジョーンズ（Junior Jones、1970年12月19日 - ）は、アメリカ合衆国の男性プロボクサー。ニューヨーク州ブルックリン出身。元WBA世界バンタム級王者。元WBO世界スーパーバンタム級王者。世界2階級制覇王者。

## 来歴

### アマチュア
1988年、ニューヨーク州ゴールデングローブ選手権大会のノービス選手権119ポンド級で優勝。翌年の1989年には、同大会同階級のオープン選手権でも優勝した。ソウルオリンピックの国内予選ではケネディ・マッキニーに敗れて、出場権を逃している。戦績は150勝9敗。

### プロ
1989年6月8日、1ラウンドTKO勝利でプロのキャリアをスタート。
1991年10月24日、元IBF世界フライ級チャンピオンのローランド・ボホール（フィリピン）に判定勝利。
1991年12月12日、USBA全米バンタム級王座決定戦で、後にビクトル・ラバナレスの世界王座に挑戦するダドイ・アンデュハル（フィリピン）に9ラウンドTKOで勝利し、初のプロタイトルを獲得。
1993年1月15日、WBCアメリカ大陸バンタム級王座決定戦でフアン・パブロ・サラサール（メキシコ）を2ラウンドTKOで降してタイトル獲得。
1993年10月23日、WBA世界バンタム級王者ホルヘ・エリセール・フリオ（コロンビア）に挑戦。4ラウンドにダウンを奪われるものの11ラウンドにダウンを奪い返し、3-0の判定で王者に初黒星を付け、無敗のまま世界タイトルを獲得した。
1994年1月8日、元WBO、WBA世界フライ級チャンピオンのエルビス・アルバレス（コロンビア）との初防衛戦でフルラウンドを戦い、2人のジャッジがフルマークを付ける圧勝で防衛に成功。
1994年4月22日、2度目の防衛戦で伏兵ジョン・マイケル・ジョンソン（アメリカ）に11ラウンドTKOで敗れて防衛失敗。かつて、プロ4戦目で判定勝利している相手に初黒星を喫し、タイトルを手放した。
1994年6月12日、元WBO世界スーパーバンタム級チャンピオンのオルランド・フェルナンデスに（プエルトリコ）10ラウンド判定勝利で再起。
1994年10月22日、再起2戦目で無名のダリル・ピンクニー（アメリカ）を相手にまたもや打たれもろさを露呈し、3ラウンドTKO負けで世界戦線から脱落。
1996年3月23日、6連勝を経て、16度防衛のバンタム級最多連続防衛記録を持つ元IBF世界バンタム級王者オルランド・カニザレス（アメリカ）との白熱のサバイバルマッチを12ラウンド判定勝利で制する。なお、この試合はマイナータイトルのIBC世界スーパーバンタム級王座決定戦として行われた。
1996年11月22日、当時43戦全勝で8連続防衛中の強打者マルコ・アントニオ・バレラ（メキシコ）のWBO世界スーパーバンタム級王座に挑戦。圧倒的不利の予想の中、第5ラウンドに強烈な右ストレートをヒットしダウンを奪うと、立ち上がったところを更にダウンを追加。これと同時にバレラ側のセコンドがリングに上がったため反則失格で勝利となったが、実質的なKOで大番狂わせを演じ、2階級制覇。
1997年4月18日、王者と挑戦者との立場を入れ替えマルコ・アントニオ・バレラと再戦。前回の勝利はフロックと見られ、今回も下馬評はバレラ有利。しかし、12ラウンドを戦い抜き3-0の判定でバレラを返り討ちにし、初防衛に成功。
1997年12月19日、アマチュア時代のライバルで元IBF世界スーパーバンタム級チャンピオンのケネディ・マッキニー（アメリカ）に4ラウンド逆転TKOで敗れ、2度目の防衛に失敗。
1998年9月12日、WBC世界スーパーバンタム級チャンピオンのエリック・モラレス（メキシコ）に挑戦。初回から思い切り右のパンチを振って好調さがうかがえたが、4ラウンドにカウンターを浴びてTKO負け。後にバレラとともに軽量級に一時代を築くことになるモラレスの出世試合とされてしまった。
1999年2月17日、IBA世界スーパーフェザー級王座決定戦で元IBF世界フェザー級チャンピオンのトム・ジョンソン（アメリカ）と対戦。3-0の判定勝ちでタイトルを獲得。
1999年4月10日、IBO世界フェザー級王座決定戦でリチャード・エバット（イギリス）と対戦。11ラウンドTKO勝ちでタイトルを獲得。
1999年11月12日、元WBC世界スーパーバンタム級、IBF世界スーパーフェザー級チャンピオンのトレイシー・ハリス・パターソン（アメリカ）に2-0で判定勝ち。
2000年4月29日、保持するIBO王座を懸け、IBF世界フェザー級王者のポール・イングル（イギリス）との王座統一戦を行い、11ラウンドTKO負け。
2002年12月6日、7連敗中の無名のアイバン・アルバレス（コロンビア）に0-3の判定負け。これが最後の試合となった。
引退後は、地元ブルックリンにてトレーナーとして後進の指導に当たっている。

## 戦績
通算戦績 56戦50勝（28KO）6敗

## 獲得タイトル

### メジャー団体
- USBA全米バンタム級王座（防衛3度）
- WBCアメリカ大陸バンタム級王座（防衛2度）
- WBA世界バンタム級王座（防衛1度）
- WBO世界スーパーバンタム級王座（防衛1度）

### マイナー団体
- IBAアメリカ大陸スーパーフェザー級王座（防衛0度）
- IBC世界スーパーバンタム級王座（防衛0度）
- IBO世界フェザー級王座（防衛0度）
- IBA世界スーパーフェザー級王座（防衛0度）